# هانری (یکا)

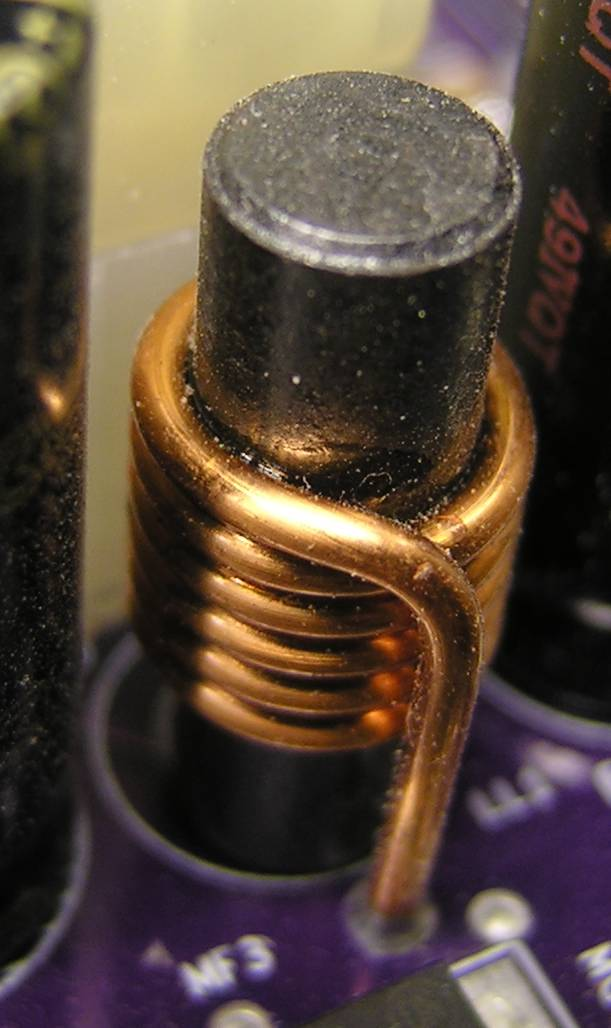
یک خودالقا.

هِنری (به انگلیسی: Henry) (نماد: H) یکای القاییدگی (اندوکتانس) است، که به افتخار جوزف هنری، دانشمند آمریکایی که مستقل و تقریباً همزمان با مایکل فارادی، القای الکترومغناطیسی را کشف کرد، نامیده شده است.
این یکا چنین تعریف می‌شود: اگر یک آمپر جریان که از یک سیم‌پیچ می‌گذرد، یک وبر شار مغناطیسی تولید کند، اندوکتانس آن سیم‌پیچ یک هنری است.
ثابت نفوذ پذیری خلأ ۴π×۱۰−۷ H/m (هنری بر متر) است.

## تعریف
{\displaystyle {\mbox{H}}={\dfrac {{\mbox{m}}^{2}\cdot {\mbox{kg}}}{{\mbox{s}}^{2}\cdot {\mbox{A}}^{2}}}={\dfrac {\mbox{Wb}}{\mbox{A}}}={\dfrac {{\mbox{V}}\cdot {\mbox{s}}}{\mbox{A}}}={\dfrac {{\mbox{J/C}}\cdot {\mbox{s}}}{\mbox{C/s}}}={\dfrac {{\mbox{J}}\cdot {\mbox{s}}^{2}}{{\mbox{C}}^{2}}}={\dfrac {{\mbox{m}}^{2}\cdot {\mbox{kg}}}{{\mbox{C}}^{2}}}=\Omega \cdot s}
واحدها

A = آمپر

V = ولت

C = کولن

J = ژول

Wb = وبر

kg = کیلوگرم

m = متر

s = ثانیه

Ω = اهم